# Estación de Bulevar Sur-Miguel Ángel Blanco
Bulevar Sur-Miguel Ángel Blanco (anteriormente Bulevar Sur) es una estación de la línea ML-4 de Metro Ligero de Madrid (Tranvía de Parla) situada en la calle San Antón, paralelo al bulevar homónimo de Parla.
Su tarifa corresponde a la zona B2 según el Consorcio Regional de Transportes.

## Historia
Abrió al público el 6 de mayo de 2007 con la denominación de «Bulevar Sur». Desde el 22 de marzo de 2022 pasó a llamarse Bulevar Sur-Miguel Ángel Blanco, coincidiendo con la nueva denominación del citado bulevar.

## Accesos
- Bulevar Sur-Miguel Ángel Blanco Calle San Antón, 4

## Líneas y conexiones

### Tranvía de Parla
| << cabecera | < estación     | línea | estación >      | cabecera >> |
| ----------- | -------------- | ----- | --------------- | ----------- |
| circular    | Iglesia Centro |       | Reyes Católicos | circular    |

### Autobuses
| Diurnos |            |                    |                           |
| Línea   | Destino    | Parada             | Operador                  |
| 1       | Circular 1 | 20776 Real - Olivo | Avanza Movilidad Integral |
| 2       | Circular 2 | 20776 Real - Olivo | Avanza Movilidad Integral |

| Diurnos   |                         |                                          |                           |
| Línea     | Destino                 | Parada                                   | Operador                  |
| 462       | Parla                   | 07812 Olivo - Est. Bulevar Sur           | Avanza Movilidad Integral |
| 463       | Torrejón de Velasco     | 07812 Olivo - Est. Bulevar Sur           | Avanza Movilidad Integral |
| 462       | Getafe                  | 07813 Olivo - Est. Bulevar Sur           | Avanza Movilidad Integral |
| 463       | Madrid (Atocha)         | 07813 Olivo - Est. Bulevar Sur           | Avanza Movilidad Integral |
| 461       | Madrid (Plaza Elíptica) | 17429 Av. Juan Carlos I - Pablo Casals   | Avanza Movilidad Integral |
| 461       | Parla                   | 19130 Reina Victoria - Av. Juan Carlos I | Avanza Movilidad Integral |
| Nocturnos |                         |                                          |                           |
| Línea     | Destino                 | Parada                                   | Operador                  |
| N806      | Parla / Madrid (Atocha) | 07812 Olivo - Est. Bulevar Sur           | Avanza Movilidad Integral |